# Marius Mitrea
Marius Mitrea (Galați, 25 febbraio 1982) è un arbitro di rugby a 15 e dirigente sportivo italiano di origine rumena, internazionale dal 2010: dal 2021 è responsabile arbitrale presso la Federazione Italiana Rugby.

## Biografia
Nato a Galați, in Romania, ma in Italia fin dal 1999, quando la sua famiglia si trasferì a Treviso per lavoro, Mitrea giocava in patria nel ruolo di estremo e continuò a praticare anche dopo il suo arrivo in Veneto nella squadra di Paese fino al 2006, quando un infortunio mise fine alla sua attività agonistica; frequentati i corsi federali per arbitraggio diresse il suo primo incontro ufficiale a Padova tra due formazioni Under-15; salito attraverso i ranghi arbitrali divenne internazionale nel 2010 e a novembre di quell'anno diresse il suo primo test match durante il tour europeo del Canada, impegnato per l'occasione a Bruxelles contro il Belgio; successivamente giunsero anche le designazioni in Challenge Cup, Heineken Cup e Pro12.
Impiegato a Montebelluna nel ramo delle spedizioni internazionali e iscritto alla sezione arbitrale di Udine, Mitrea fu inserito nel panel di arbitri del Championship 2014 venendo selezionato come giudice di linea in Sudafrica-Argentina; poche settimane prima, in Pro12, era stato il primo arbitro italiano a dirigere una gara di semifinale, nell'occasione tra Glasgow Warriors e Munster.
Un anno più tardi fece parte del panel alla Coppa del Mondo di rugby 2015 in Inghilterra ancora come guardalinee.
In occasione dei test di metà anno 2016 World Rugby destinò Mitrea alla direzione di Inghilterra-Galles, prima volta di un italiano alla direzione di un test match tra due Nazionali di prima fascia.
Con la direzione della finale del TOP10 2020-21 Mitrea ha cessato l'attività in campo ed è entrato nei ranghi federali come coordinatore del gruppo arbitrale italiano d'alto livello.